# Prominent und obdachlos
Prominent und obdachlos ist eine Fernsehsendung, die auf RTL II läuft. Bisher wurden vier Episoden ausgestrahlt. Drei Folgen wurden ab März 2021 – gut ein Jahr nach der Pilotfolge – ausgestrahlt.

## Handlung
Die als Sozialexperiment ausgestrahlte Sendung verfolgt Prominente, welche ihr normales Leben samt aller Privilegien gegen das von Obdachlosen eintauschen. Dadurch sollen sie Begegnungen und Einsichten in eine für sie bisher unbekannte Welt erhalten. Die Teilnehmer besitzen lediglich das, was sie am Körper tragen und erhalten zusätzlich Isomatte, Schlafsack und ein paar Pfandflaschen. Sie durften sich im Vorfeld aber einen Luxusartikel und einen persönlichen Gegenstand aussuchen, den sie mitbringen. Die folgenden 72 Stunden leben sie auf der Straße – laut dem Sender ohne mitgebrachtes Geld und Handy.

## Ausgaben
| Folge | Erstausstrahlung | Teilnehmer/-in            | Teilnehmer/-in                | Teilnehmer/-in             |
| ----- | ---------------- | ------------------------- | ----------------------------- | -------------------------- |
| 1     | 20.04.2020       | Elena Miras (abgebrochen) | Christian Lohse (abgebrochen) | Jens Hilbert               |
| 2     | 10.03.2021       | Tobias Wegener            | Désirée Nick                  | Sandy Fähse (abgebrochen)  |
| 3     | 17.03.2021       | Tobias Wegener            | Zoe Saip                      | Alexander Prinz von Anhalt |
| 4     | 24.03.2021       | Jenny Elvers              | Alessia Herren (abgebrochen)  | Uli Borowka                |

## Einschaltquoten
Die Einschaltquoten der Pilotfolge erzielten zur Primetime in der relevanten Zielgruppe (14–49 Jahre) einen Marktanteil von 7,2 %. Insgesamt 1,12 Millionen Zuschauer sahen das Format an diesem Abend.

## Kritik
Eine Kritik auf DWDL vom 20. April 2020 schreibt, dass man eine andere Herangehensweise für dieses Format hätte auswählen sollen. Man hätte sich zudem vielleicht auch andere Promis aussuchen müssen, die das Experiment ernster genommen und so mehr Erkenntnisgewinn geliefert hätten. Immerhin wurden den Zuschauern so die eher negativen Seiten der teilnehmenden Promis nähergebracht. Nur das helfe keinem Obdachlosen weiter.
Die Teilnehmerin der Pilotfolge, Elena Miras, auf die sich die DWDL-Kritik bezog, kritisierte die Sendung, weil sie viele Sachen nicht gezeigt hätte. Beispielsweise hätte sie Geld und Essen verteilt.